# 磯部優花
磯部 優花（いそべ ゆうか、1998年3月16日 - ）は、日本のグラビアアイドル、タレント。

## 来歴
高校生だった2013年から2015年に地元・愛知県のコミュニティラジオ・メディアスエフエムのラジオドラマ『メディアスFM 834劇場』に出演して芸能活動をスタート 。
アイドルユニット「サンプリングガールズ」や「マジカルコネクションα」にも参加。
2022年にグラビアデビュー。1stDVDがAmazonランキング1位となる。

## 人物
- 秘書技能検定2級を持っていて、日本舞踊（西川長秀に師事）ができて名古屋弁を使う。
- 趣味は料理、散歩で特技は高速点滅[3]。

## 作品

### イメージビデオ
- はじめて物語（2022年7月22日、竹書房）
- 浅海ゆづき・磯部優花 甘いキスの香り（2022年10月17日、スパイスビジュアル）[4]
- 恋が輝く瞬間（2022年11月25日、竹書房）[5]
- 潤肌のふれあい/浅海ゆづき・磯部優花（2023年4月26日、スパイスビジュアル）[6]